# Сіннянська волость
Сіннянська волость — історична адміністративно-територіальна одиниця Богодухівського повіту Харківської губернії з центром у слободі Сінне.
Станом на 1885 рік складалася з 26 поселень, 6 сільських громад. Населення — 8186 осіб (4133 чоловічої статі та 4053 — жіночої), 1314 дворових господарств.
|                     | Площа, десятин | У тому числі орної, дес. |
| ------------------- | -------------- | ------------------------ |
| Сільських громад    | 15347          | 13074                    |
| Приватної власності | 8180           | 6162                     |
| Іншої власності     | 132            | 132                      |
| Загалом             | 23659          | 19368                    |

Найбільші поселення волості станом на 1885:
- Сінне — колишня державна слобода при річці Сіннянка за 10 верст від повітового міста, 3630 осіб, 582 двори, 2 православні церкви, школа, поштова станція, 3 лавки, 3 базари, 4 ярмарки на рік.
- Братеница — колишнє власницьке село при річці Другій Братениці, 679 осіб, 107 дворів, православна церква, паровий млин, винокурний завод.
- Кленове — колишнє власницьке село, 285 осіб, 55 дворів, паровий млин, цегельний завод.
- Мала Писарівка — колишнє власницьке село при річці Ломакіна, 1587 осіб, 277 дворів, православна церква, школа, 2 лавки, базари по суботах.
- Малижине — колишнє власницьке село при річці Малижинка, 360 осіб, 55 дворів, православна церква.